# Bogidielloidea
Bogidielloidea (лат.) — надсемейство ракообразных из отряда бокоплавов.

## Описание
Тело латерально сдавленное или субцилиндрическое. От других надсемейств и инфраотрядов отличается следующими признаками: Антенны 1 и 2 примерно равны по длине. Базальный концевой край максиллы 2 без косого зубчатого ряда. Коксальные жабры стебельчатые. Гнатопод 1 крупнее гнатопода 2. Глаза развиты или отсутствуют (отсутствуют в семействах Artesiidae и Salentinellidae и у части Bogidiellidae).

## Классификация
Включает три семейства и около 40 родов, главным образом из семейства Bogidiellidae (в других семействах по два рода в каждом). Надсемейство с 2013 года выделяют в монотипические инфраотряд Bogidiellida и парвотряд Bogidiellidira.
- инфраотряд Bogidiellida Hertzog, 1936
  - парвотряд Bogidiellidira Hertzog, 1936
    - надсемейство Bogidielloidea Hertzog, 1936 (Bousfield, 1977)
      - семейство Artesiidae Holsinger, 1980
      - семейство Bogidiellidae Hertzog, 1936[3]
      - семейство Salentinellidae Bousfield, 1977